# Emil Miszk
Emil Miszk (* 1990 in Lębork) ist ein polnischer Jazzmusiker (Trompete, Komposition).

## Leben und Wirken
Miszk erhielt eine musikalische Ausbildung zunächst auf der Mieczysław-Michalski-Musikgrundschule in seinem Geburtsort, wo er 1998 mit dem Erlernen des Trompetenspiels begann, was er ab 2003 in Gdańsk auf dem Staatlichen Musikgymnasium Feliks Nowowiejski fortsetzte. Zwischen 2009 und 2017 studierte er Trompete an der dortigen Stanisław-Moniuszko-Musikakademie bei Szymon Pawłowski und Adam Stachowiak; zudem erwarb er einen Master of Music an der Feliks Nowowiejski Musikakademie in Bydgoszcz im Fach Naturtrompete.
Miszk arbeitete mit Musikern wie Markus Stockhausen, Sławek Jaskułke, Marcin Masecki oder Mitch & Mitch. Mit dem Quartett Algorhythm, mit dem er auf zahlreichen Festivals gastierte, entstanden seit 2015 drei Alben. Weiterhin ist er Gründungsmitglied von Bands wie BLED, dem Tomasz Chyła Quintet, dem Dominik Bukowski Quartet und dem Kamil Piotrowicz Sextet. 2017 gründete er das Label Alpaka Records und sein eigenes Oktett Emil Miszk & The Sonic Syndicate, für das er auch komponiert. Dessen Debütalbum Don’t Hesitate! (2018) erhielt den Fryderyk in der Kategorie „Jazz Debut of the Year“. 2020 folgte das Album Artificial Stupidity (2020), das für den Fryderyk in der Kategorie „Jazz Album of the Year“ nominiert wurde. Weiterhin gehörte er zum Barocktrompetenquartett Tubicinatores Gedanenses, zum Ensemble für zeitgenössische Musik Sinfonietta Pomerania und zum Goldberg Baroque Ensemble, mit dem Aufnahmen entstanden. Er ist weiterhin auf Alben von Michał Bąk Quartetto, Pesh, Petera Sextet und dem Piotr Lemańczyk Quartet North zu hören.
Seit 2019 ist Miszk zudem Dozent im Fachbereich Jazz und Bühnenmusik an der Stanisław-Moniuszko-Musikakademie in Gdańsk.

## Diskographische Hinweise
- Emil Miszk & The Sonic Syndicate: Don’t Hesitate! (Alpaka Records 2018, mit Paweł Niewiadomski, Kuba Więcek, Piotr Chęcki, Michał Zienkowski, Szymon Burnos, Konrad Żołnierek, Sławek Koryzno)
- Miszk / Pękala / Rogiewicz / Sokołowski / Zemler: Jagd (Dux 2021)
- Emil Miszk & The Sonic Syndicate: Scratches for 8 Musicans Live at Polish Radio (Alpaka Records 2022, mit Paweł Niewiadomski, Piotr Chęcki, Jakub Klemensiewicz, Michał Zienkowski, Mikołaj Basiukiewicz, Konrad Żołnierek, Sławek Koryzno)
- Pesh: Peshish (Alpaka Records 2023, mit Sondre Moshagen, Håkon Huldt-Nystrøm, Patrycja Wybranczyk)[3]